# Schwaigwaller Bach
Der Schwaigwaller Bach ist ein linker Zufluss der Isar in Oberbayern.
Er entspringt beim Weiler Schwaigwall, fließt zunächst in südlicher Richtung, macht einen Knick nach Osten und nach kurzem Lauf einen weiteren Knick nach Norden. Dort fließt er zunächst parallel zur Bundesstraße 11, bis er am nördlichen Ende von Gartenberg nach weiterem Knick nach Osten in Richtung Isar ca. 400 m vor Erreichen derselbigen versickert.